# Koi-wazurai
「koi-wazurai」（コイワズライ）は、King & Princeの楽曲。同グループ4枚目のシングルとして2019年8月28日にユニバーサルミュージックからリリースされた。

## 解説
実写版映画『かぐや様は告らせたい〜天才たちの恋愛頭脳戦〜』の主題歌。映画のストーリーに沿った難攻不落の恋愛模様を描いたラブソング。
CDデビュー3周年にあたる2021年5月23日にKing & PrinceのYouTube公式チャンネルが開設され、26日正午より本作ミュージックビデオのYouTube Editが公開された。

## リリース
初回限定盤A、初回限定盤Bと通常盤の全3形態で発売。初回限定盤A、初回限定盤BのみDVD付き。

### コンサート会場限定予約特典
『King & Prince CONCERT TOUR 2019』の各会場CD販売所（宮城公演、新潟公演は対象外）で予約すると、CD1枚につきオリジナルメモ帳が特典として封入される。

### 先着外付け特典
- 初回限定盤A - フォトカード（A5サイズ）[13]
- 初回限定盤B - ステッカーシート（A6サイズ）[13]
- 通常盤 - クリアポスター（A4サイズ）[13]

### 封入特典
- 初回限定盤B - アナザージャケット4種[13]
ジャケット写真のテーマは“恋”で、メンバーの告白シーンを切り取ったメンバー別のジャケット4種が封入されている[14]。

## 収録曲

### CD

#### 通常盤
1. koi-wazurai [4:43]
作詞：栗原暁（Jazzin'park）・前田佑、作曲：栗原暁（Jazzin'park）・前田佑、編曲：ha-j・前田佑・栗原暁（Jazzin'park）
  - 平野紫耀主演映画『かぐや様は告らせたい〜天才たちの恋愛頭脳戦〜』主題歌[15]
  - King & Prince出演 Yahoo! JAPAN「Yahoo! 検索」「Yahoo! きせかえ」CMソング[16]
2. 君は、綺麗だ。 [4:14]
作詞：MUTEKI DEAD SNAKE、作曲：MUTEKI DEAD SNAKE・児山啓介、編曲：児山啓介
3. Oh My Girl [4:27]
作詞：Kanata Okajima・Soma Genda、作曲：Kanata Okajima・Soma Genda、編曲：Masayoshi Kawabata
  - ライブで披露済み[17]（DVD/Blu-ray『King & Prince First Concert Tour 2018』に収録）

#### 初回限定盤A
1. koi-wazurai
2. STEAL YOUR NIGHT[15] [3:39]
作詞：RUCCA、作曲：P3AK・Tommy Clint、編曲：P3AK

#### 初回限定盤B
1. koi-wazurai
2. Smiling Forever[15] [4:08]
作詞：川口進・Atsushi Shimada、作曲：都志見隆・川口進、編曲：川口進・兼松衆

### DVD

#### 初回限定盤A
1. 「koi-wazurai」Music Video
2. 「koi-wazurai」Music Video Making[15]

#### 初回限定盤B
1. 「koi-wazurai」Music Video ダンスVer.
2. King & Prince 即興劇『LOVE レターが書けない!』[15]

## チャート成績
初週39.9万枚を売り上げ、2019年9月9日付オリコン週間シングルランキングで初登場1位を記録。
デビューシングルから4作連続の初週30万枚超えを記録し、KAT-TUNの4thシングル「喜びの歌」が初週売上30.0万枚を記録して以来、12年3か月ぶり、KinKi Kids、KAT-TUNに次ぐ史上3組目となった。
「第52回オリコン年間ランキング 2019」のシングル部門では45.0万枚で12位にランクインした。